# Tsjoedovo
Tsjoedovo (Russisch: Чудово) is een stad in de Russische oblast Novgorod. Het is het bestuurlijke centrum van het gelijknamige district. Het heeft rond de 17.000 inwoners. Tsjoedovo ligt aan de federale autoweg M-10 tussen Moskou en Sint-Petersburg, 80 kilometer ten noorden van Novgorod en 100 kilometer ten zuiden van Sint-Petersburg.
De eerste schriftelijke vermelding over 'Tsjoedovski Jam' (Чудовский Ям), dateert uit 1539; de nederzetting kreeg de huidige naam in 1851. In 1937 volgde de status van stad.
Het huis waar de dichter Nikolaj Nekrasov 's-zomers in de jaren 1871-1876 werkte is nu een museum. In het nabijgelegen dorpje Sjabrenitsy is het huis van de 19e-eeuwse schrijver Gleb Oespenski eveneens een museum.
De belangrijkste werkgevers zijn een fabriek van Cadbury Schweppes, een luciferfabriek en een triplexfabriek. Ook bevindt zich in de nabijheid van de stad een luchtmachtbasis, die dateert uit de Koude Oorlog.
Bestuurlijk centrum: Veliki Novgorod 

Borovitsji · Cholm · Chvojnaja · Malaja Visjera · Okoelovka · Pestovo · Soltsy · Staraja Roessa · Tsjoedovo · Valdaj